# 斯特法诺·奥卡卡
斯特法诺·朱卡·奥卡卡（Stefano Chuka Okaka，1989年8月9日—），意大利職業足球員，父母為尼日利亞人，司職前锋，現效力於土超球隊巴沙克舒希。